# Kollam
Kollam (o Quilon) è una suddivisione dell'India, classificata come municipal corporation, di 361.441 abitanti, capoluogo del distretto di Kollam, nello stato federato del Kerala. In base al numero di abitanti la città rientra nella classe I (da 100.000 persone in su).

## Geografia fisica
La città è situata a 8° 52' 60 N e 76° 35' 60 E al livello del mare.

## Società

### Evoluzione demografica
Al censimento del 2001 la popolazione di Kollam assommava a 361.441 persone, delle quali 177.586 maschi e 183.855 femmine. I bambini di età inferiore o uguale ai sei anni assommavano a 39.427, dei quali 20.239 maschi e 19.188 femmine. Infine, coloro che erano in grado di saper almeno leggere e scrivere erano 295.972, dei quali 148.683 maschi e 147.289 femmine.